# Steve Kinch

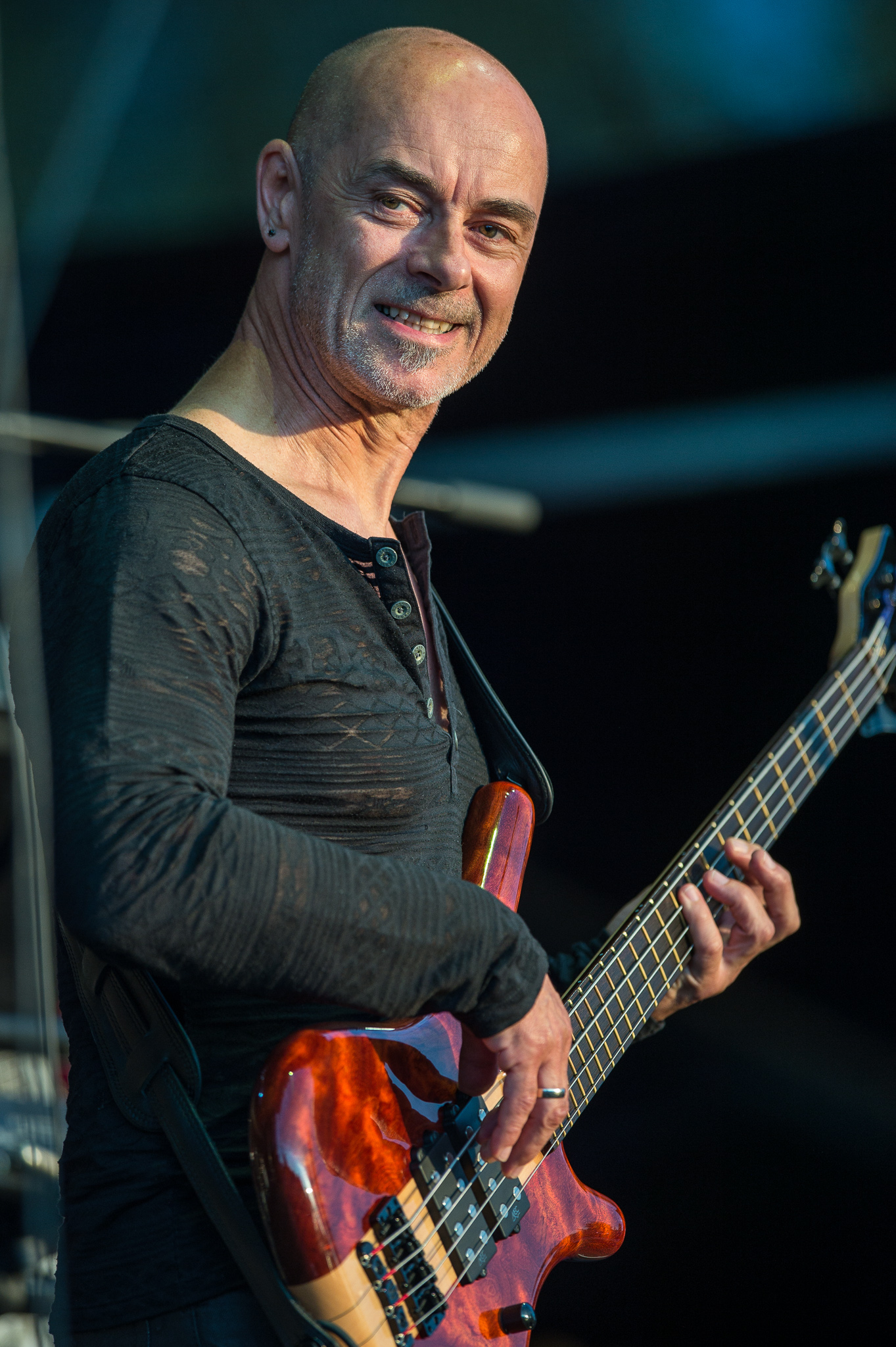
Steve Kinch bei einem Auftritt mit der Manfred Mann's Earth Band (2016)

Steve Kinch (* 17. Mai 1955 in Hastings, East Sussex) ist ein britischer Rockbassist.

## Karriere

### Anfänge und Umstieg zum Bass
Kinch begann zunächst mit dem Gitarrenspiel, als seine Eltern ihm im Alter von 12 Jahren zu Weihnachten eine erste Gitarre kauften. Mit 14 Jahren begann er in lokalen Coverbands zu spielen. Mit 16 verließ er die Schule und wurde zunächst Glasbläser während er weiterhin in lokalen Bands Musik machte.
Mit 18 fragte ihn sein Freund Steve Demetri, ob er bereit sei, von der Gitarre auf den Bass umzusteigen. Hintergrund dafür war, dass dessen Band Stallion einen Bassisten brauchte. Kinch erklärte sich bereit dies zu versuchen und blieb in der Folge tatsächlich auch beim Bass als seinem Instrument.

### Mitte bis Ende der 1970er Jahre
1974 wurde er dann von Andy Qunta (der später u. a. mit der Band Icehouse erfolgreich wurde), Tony Qunta und Lol Cooksey abgeworben, mit denen er die Band Factory bildete. Kinch akzeptierte das Angebot der Band u. a. deshalb, weil sie ihm weitaus mehr Auftritte als Stallion bieten konnte. In der folgenden Zeit spielten Factory in allen Teilen des Vereinigten Königreiches. Irgendwann in den Jahren 1977/78 trennte sich Factory. Allerdings spielten Andy und Tony Qunta anschließend weiter mit Kinch in der Formation Head On, die versuchte, anspruchsvollere Musik umzusetzen. In der aufkommenden Punk-Ära war diese allerdings nicht sehr angesagt und Head On stellte sich als kurzlebiges Projekt heraus.

### Anfang der 1980er Jahre
Im Jahr 1980 bekam Kinch durch Andy Qunta sowie den Saxophonisten Wesley Magoogan, die beide wie Kinch aus dessen Geburtsort Hastings stammten, die Gelegenheit, für die Band der Sängerin und Schauspielerin Hazel O’Connor vorzuspielen und dort anschließend auch einzusteigen. Dieses Engagement endete nach einigen Tourneen und Fernsehauftritten, einem Album und mehreren Hitsingles. Nachdem er versucht hatte, verschiedene Projekte umzusetzen, wurde er 1984 von Jim Capaldi für dessen Band engagiert. Kinch absolvierte allerdings nur einige Auftritte mit der Band, eine geplante dreimonatige US-Tour wurde kurzfristig abgesagt.

### Manfred Mann’s Earth Band (ab 1985)
Im Jahr 1985 bekam Kinch dann, wiederum durch Andy Qunta, die Chance für die offene Position des Bassisten bei der Manfred Mann’s Earth Band vorzuspielen. Qunta, der für das 1982 erschienene Earth Band-Album Somewhere in Afrika u. a. den Song Tribal Statistics geschrieben hatte, übernahm bei diesem Vorspielen die Keyboards von Manfred Mann, offenbar damit dieser sich besser auf die vorspielenden Bassisten konzentrieren konnte. Das versetzte Qunta aber auch in die Lage, Kinch wertvolle Hinweise und Details zu den gespielten Songs zu geben. Kinch überstand das Vorspielen erfolgreich und stieg im Sommer 1985 als festes Mitglied in die Earth Band ein. Zu diesem Zeitpunkt war ein Teil des folgenden Albums Criminal Tango bereits eingespielt. Kinch teilte sich daher auf diesem Album die Bassanteile mit den Bassisten Durban Betancourt-Laverde und John Giblin. Der Start zur Criminal Tango-Tournee am 24. März 1986 in Woking, Surrey war der erste Liveauftritt von Kinch mit der Earth Band. Zwischen 1987 und 1991 tourte Kinch mit The Rubettes. Am 1987er Album Masque der Earth Band war Kinch nicht beteiligt und aufgrund des kommerziellen Misserfolgs des Albums löste Manfred Mann die Earth Band auf. Im Frühjahr 1991 entschied sich Mann allerdings, die Band wieder ins Leben zu rufen. Zur reformierten Besetzung gehörte auch Kinch wieder. Regelmäßige Auftritte und Studioaufnahmen mit der Earth Band erlaubten Kinch aber dennoch auch für andere Musiker im Studio zu arbeiten. 1992 begannen die Aufnahmen für ein neues Earth-Band-Album mit Kinch am Bass, das allerdings einige Zeit in Anspruch nehmen sollte. Erst 1996 erschien es unter dem Titel Soft Vengance. Aus den Livemitschnitten der folgenden Tournee, an der Kinch mitwirkte, wurde auch noch das Live-Album Mann Alive veröffentlicht. In der Folge tourte Kinch mit der Earth Band sehr regelmäßig, war an den Aufnahmen zu einigen Veröffentlichungen von Manfred Mann beteiligt, die teilweise unter Manfred Mann's Earth Band wie die Live-DVD Angel Station in Moscow von 2004, aber auch anderen Namen wie Manfred Mann '06 oder einfach Manfred Mann erschienen. Er ist bis heute weiterhin fester Bestandteil der Band und deren Liveauftritten.